# Regina Lund

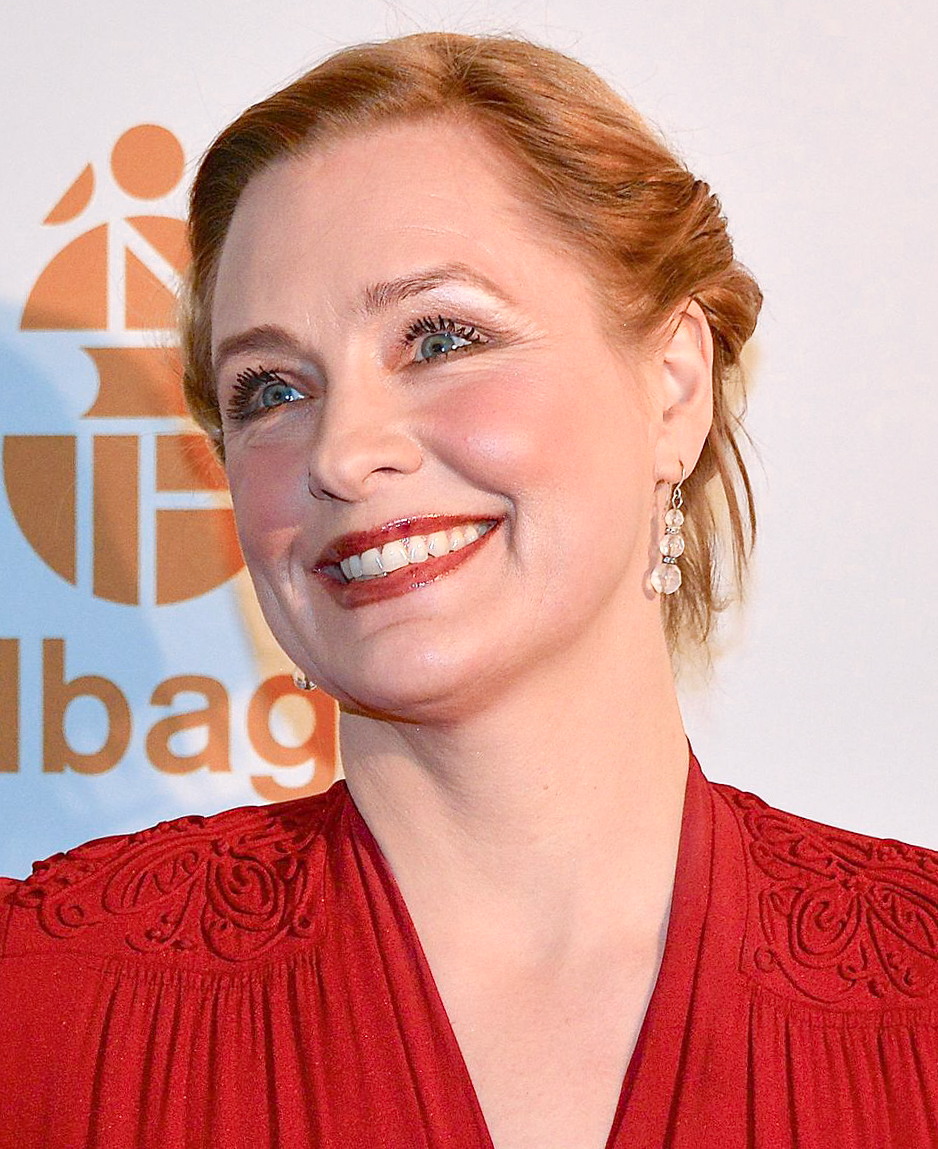
Regina Lund

Regina Lund (* 17. Juni 1967 in Vaasa) ist eine schwedische Schauspielerin und Sängerin.

## Leben
Lund ist die Tochter der Schauspielerin und Tänzerin Sonja Lund und des Regisseurs und Theaterleiters Christian Lund. Sie wuchs bei ihren Großeltern in Gävle auf. Ihre erste Filmrolle hatte Lund 1979 in dem Fernsehfilm Den nya människan unter der Regie ihres Vaters. 1989 bis 1992 studierte sie an der Theaterhochschule Göteborg und spielte ab da in Film, Fernsehen und Theater. Ab 1994 spielte sie die Sekretärin „Mona“ in der Seifenoper Rederiet. Im Jahr 2000 wurde sie für die Auszeichnung Guldbagge für ihre Rolle im Kriminalfilm Mord am See nominiert.
Lund arbeitete 2005 an der schwedischen Synchronisation des Films Madagascar mit. 2007 nahm sie am Melodifestivalen teil. Sie veröffentlichte mehrere Alben als Sängerin.
Von 2006 bis 2008 lebte sie in Kopenhagen.

## Filmografie (Auswahl)
- 1979: Den nya människan
- 1991: Midsommar
- 1994–2001: Rederiet (Fernsehserie, 37 Folgen)
- 1995: Buljong
- 1996: Lögn
- 1999: Mord am See (Sjön)
- 2000: Livet är en schlager
- 2000: Hassel – Förgörarna
- 2003: Solisterna (Miniserie)
- 2006: Mankells Wallander: Tod im Paradies (Luftslottet)
- 2010: Ein Pferd für Klara (Klara)
- 2010: För kärleken
- 2018: Die Patchworkfamilie (Bonusfamijen, Fernsehserie, 7 Folgen)
- 2019: Gösta (Fernsehserie, 6 Folgen)

## Diskografie (Auswahl)
- 1997: Unique
- 2000: Year Zero
- 2004: Everybody’s Darling
- 2006: Förlåt! Nej, jag menar aj.
- 2011: Living in Airports